# Eugenio Méndez
Eugenio Méndez Henríquez (Valparaíso, 23 de noviembre de 1941) es un exfutbolista chileno que jugó en clubes de su país, México, Ecuador y Bolivia. Actualmente, desempeña funciones de entrenador de fútbol femenino en Santiago Wanderers.

## Biografía

### Como futbolista
Oriundo del cerro Playa Ancha de Valparaíso. Después de iniciarse al fútbol en los clubes amateurs Huracán, Lonquimay y Santa María, llegó a la división juvenil de Santiago Wanderers en 1958. Al año siguiente, disputó su primer encuentro en Primera ante Audax Italiano e inició una trayectoria en el club porteño hasta 1970 con la interrupción de 1968, año en que su equipo de origen se tituló campeón y jugó en Magallanes. Volvió a Wanderers en 1974, después de actuar en Deportes La Serena, Audax Italiano, Laguna de México y Aucas de Ecuador. Con los caturros, conquistó la Copa Chile de 1959 y 1961.
A la edad de 36 años, Méndez se trasladó a Bolivia para finalizar su carrera. En 1977 vistió los colores de Ayacucho Festaco de Cochabamba, dando término a su extensa trayectoria en la temporada 1978 actuando por Independiente Unificada de Potosí.

### Como entrenador
Una vez terminado su trabajo dentro de la cancha, Pastelito se radicó en Santa Cruz de la Sierra, donde por más de tres décadas ejerció la labor de director técnico, profesión que realiza hasta el presente, ahora de vuelta en su tierra natal y a cargo de la división juvenil femenina de Santiago Wanderers.
Monitor de fútbol desde 1978 y con varios cursos a su haber, Eugenio Méndez dirigió en varios equipos pertenecientes a la Asociación Cruceña de Fútbol tanto en sus divisiones Primera A como Primera B, un símil de tercera y cuarta división, respectivamente. Junto con ello, su experiencia le permitió trabajar en clubes como Destroyers y Blooming (como ayudante de Carlos Aragonés), en la Liga de Fútbol Profesional Boliviano (LFPB).

## Selección nacional
Debutó en la Selección Chilena el 24 de septiembre de 1964 ante Argentina en Buenos Aires (0-5), partido amistoso correspondiente a la Copa Carlos Dittborn. Su momento de mayor gloria en el equipo rojo lo vivió durante las Clasificatorias al Mundial de Inglaterra 1966. En el encuentro del grupo 2 ante Colombia, en el Estadio Nacional, el porteño anotó en dos ocasiones para la goleada 7-2 sobre los cafeteros.
Luego del arribo del entrenador Luis Álamos en reemplazo de Francisco Hormazábal, con la eliminatoria en curso, Eugenio Méndez fue relegado del seleccionado quedando a la sombra del puntero de Universidad de Chile, Pedro Araya.
Antes de llegar al combinado superior, Eugenio Méndez fue nominado a una selección juvenil en 1959 y participó, sin jugar ningún encuentro oficial, del proceso de conformación del plantel para el Mundial de Chile 1962.

### Partidos internacionales
| 1     | 24 de septiembre de 1964 | Estadio Monumental, Buenos Aires, Argentina      | Argentina  | 5-0 | Chile    |                   |  | Francisco Hormazábal | Copa Carlos Dittborn 1964         |
| 2     | 28 de abril de 1965      | Estadio Nacional, Lima, Perú                     | Perú       | 0-1 | Chile    |                   |  | Francisco Hormazábal | Copa del Pacífico 1965            |
| 3     | 1 de agosto de 1965      | Estadio Nacional, Santiago, Chile                | Chile      | 7-2 | Colombia | Anotado · Anotado |  | Francisco Hormazábal | Clasificatorias a Inglaterra 1966 |
| 4     | 8 de agosto de 1965      | Estadio Romelio Martínez, Barranquilla, Colombia | Colombia   | 2-0 | Chile    |                   |  | Francisco Hormazábal | Clasificatorias a Inglaterra 1966 |
| Total |                          |                                                  | Presencias | 4   | Goles    | 2                 |  |                      |                                   |

| Selección chilena | Selección chilena | Selección chilena |
| Año               | Partidos          | Goles             |
| ----------------- | ----------------- | ----------------- |
| 1964              | 1                 | 0                 |
| 1965              | 3                 | 2                 |
| Total             | 4                 | 2                 |

## Clubes

### Como futbolista
| Club                    | País    | Año       |
| ----------------------- | ------- | --------- |
| Santiago Wanderers      | Chile   | 1959-1967 |
| Magallanes              | Chile   | 1968      |
| Santiago Wanderers      | Chile   | 1969-1970 |
| Deportes La Serena      | Chile   | 1971      |
| Audax Italiano          | Chile   | 1972      |
| Laguna de Torreón       | México  | 1973      |
| Aucas                   | Ecuador | 1974      |
| Santiago Wanderers      | Chile   | 1974      |
| San Luis de Quillota    | Chile   | 1975      |
| Ayacucho Festaco        | Bolivia | 1977      |
| Independiente Unificada | Bolivia | 1978      |

- Además, reforzó a Colo Colo en el Torneo de Verano 1963 y a Santiago Wanderers durante una gira a España el año 1973.

### Como entrenador
| Club                        | País    | Año  |
| --------------------------- | ------- | ---- |
| Destroyers                  | Bolivia | 1984 |
| Libertad de Santa Cruz      | Bolivia | 1985 |
| Blooming (ayudante técnico) | Bolivia | 1989 |
| 25 de junio de Santa Cruz   | Bolivia | 1991 |
| Ferroviario de Santa Cruz   | Bolivia | 1992 |
| Libertad de Santa Cruz      | Bolivia | 1993 |
| Destroyers                  | Bolivia | 1995 |
| Deportivo Cooper            | Bolivia | 1995 |
| Sports Boys de Santa Cruz   | Bolivia | 1996 |
| Deportivo Cooper            | Bolivia | 1996 |
| Ferroviario de Santa Cruz   | Bolivia | 1997 |
| 25 de junio de Santa Cruz   | Bolivia | 1999 |

### Como entrenador en fútbol femenino
| Club                           | País    | Año       |
| ------------------------------ | ------- | --------- |
| Selección sub-19 de Santa Cruz | Bolivia | 2005      |
| Santiago Wanderers (sub-17)    | Chile   | 2008-2009 |